# Ossa (Perm)
Ossa (russisch Оса) ist eine Stadt in der Region Perm (Russland) mit 21.188 Einwohnern (Stand 14. Oktober 2010).

## Geografie
Die Stadt liegt im Vorland des Mittleren Urals etwa 110 km südwestlich der Regionshauptstadt Perm am linken Ufer der hier zum Wotkinsker Stausee aufgestauten Kama unweit der Mündung der Tulwa.
Ossa ist Verwaltungszentrum des gleichnamigen Rajons.

## Geschichte
Ossa entstand 1591 (oder 1596) als Siedlung Nowonikolskaja sloboda an Stelle älterer, Ossinskoje gorodischtsche genannter Befestigungsüberreste. Später wurde die Siedlung zum Schutz der damaligen Ostgrenzen des Zarentums Russland erneut befestigt.
Im 18. Jahrhundert führte der wichtigste Handelsweg nach Sibirien (Sibirischer Trakt) durch die Stadt. 1708 wurde dem Ort bereits unter dem heutigen Namen erstmals das Stadtrecht verliehen, 1718 verlor er es und erhielt es 1737 (oder 1739) erneut. In dieser Zeit wurde das Umland der Stadt durch einen blutigen Aufstand der Baschkiren heimgesucht. 1740 gelang es der auf 500 Mann (meist Kosaken) vergrößerten Garnison der Festung Ossa, die Baschkiren niederzukämpfen und zu befrieden. Im gleichen Jahr traf der französische Forschungsreisende De Lisle in der Stadt ein. 1781 wurde die Stadt Verwaltungszentrum eines Kreises (Ujesds) der Statthalterschaft bzw. des späteren Gouvernements Perm.
Einen gewissen Aufschwung nahm die Stadt, als um 1960 in der Umgebung Erdöl gefunden wurde.

### Bevölkerungsentwicklung
| Jahr | Einwohner |
| ---- | --------- |
| 1897 | 5.067     |
| 1926 | 5.900     |
| 1939 | 9.170     |
| 1959 | 12.719    |
| 1970 | 15.038    |
| 1979 | 19.993    |
| 1989 | 24.132    |
| 2002 | 23.452    |
| 2010 | 21.188    |

Anmerkung: Volkszählungsdaten (1926 gerundet)

## Kultur und Sehenswürdigkeiten
Obwohl ein Teil der Stadt bei der Flutung des Wotkinsker Stausees um 1961 aufgegeben wurde, ist eine bedeutende Anzahl von religiösen und weltlichen Bauwerken des 18. bis frühen 20. Jahrhunderts erhalten. Dazu gehören die Mariä-Entschlafens-Kathedrale (Успенский собор/ Uspenski sobor, 1790–1800), die Dreifaltigkeitskathedrale (Троицкий собор/ Troizki sobor, 1902–1916), eine Moschee aus der Mitte des 19. Jahrhunderts, die Gebäude der Wojewoden- und Ujesdkanzlei (beide 1800–1802) sowie des Handelshofes (Gostiny dwor, erste Hälfte des 19. Jahrhunderts).
In der Stadt existiert ein Heimatmuseum.

## Wirtschaft
In Ossa ist eine Maschinenfabrik (Ausrüstungen für die Lebensmittelindustrie) ansässig, daneben Betriebe der Holz- und Lebensmittelindustrie. Im Rajon wird seit den 1960er Jahren durch Ossinskneft Erdöl gefördert.

## Söhne und Töchter der Stadt
- Natalja Burdyga (* 1983), Biathletin

## Trivia
Das deutsche Fahrtenlied Am Ural feiert „Ossa, [die] schöne Stadt am Kama“.